# Donnington (strip)
Donnington is een stripreeks die begonnen is in mei 1989 met Philippe Richelle als schrijver en Jean-Yves Delitte als tekenaar.

## Albums
Alle albums zijn geschreven door Philippe Richelleen getekend door Jean-Yves Delitte.
| Nummer | Titel                           | Uitgever(s)                           |
| ------ | ------------------------------- | ------------------------------------- |
| 1      | Nacht van het luipaard          | Le Lombard, Uitgeverij Talent         |
| 2      | Op de oevers van het Karounmeer | Le Lombard, Uitgeverij Talent         |
| 3      | Het eiland van mijn dood        | Helyode Uitgeverij, Uitgeverij Talent |